# Arvalia Villa Pamphili Rugby Roma
L'Arvalia Villa Pamphili Rugby Roma è una società sportiva italiana di rugby a 15 della città di Roma, fondata nel 1980.

## Storia
Nel 1980 il professore Salvatore Gallo, rugbista e docente di educazione fisica della scuola superiore Istituto Tecnico Commerciale Ceccherelli, organizza un torneo di rugby a 15 coinvolgendo alcune scuole limitrofe al proprio istituto d'appartenenza; il torneo ha luogo nei campi da polo della famosa Villa Doria Pamphilj, cuore verde di Roma.
Il successo del torneo fa nascere l'idea di creare una squadra nei quartieri periferici della zona sud di Roma. Così, nello stesso anno, il professor Gallo crea la Società Sportiva Ceccherelli Rugby, associando il club alla FIR e diventandone presidente. Alla prima stagione il club riesce a schierare cinque formazioni nei diversi campionati di categoria e, nella stagione successiva, l'Under-19 conquista la promozione nel girone Élite e la finale di Coppa Italia di categoria contro la Rugby Parma.
Nel 1983, per onorare la sede degli allenamenti, il club assume la denominazione di Associazione Sportiva Villa Pamphili Rugby. Essendo priva di un proprio campo da gioco, nel 1988 il CONI offre alla Società la possibilità di allenarsi allo stadio Tre Fontane, in zona Eur, fino alla grande scissione del 2001.
Nel 2007 il club ottiene dal Comune di Roma, attraverso la suddivisione amministrativa del Municipio Roma XI, la concessione dell'impianto nel quartiere Corviale, lo stadio del Rugby di Corviale. Da qui l'acquisizione della denominazione "Arvalia", che distingue appunto l'appartenenza all'undicesima suddivisione amministrativa di Roma Capitale identificata con questo nome. 
Al termine del Campionato nazionale di serie B 2021/2022 ottiene la promozione in serie A con un ripescaggio fra le migliori squadre non promosse.
Disputa il campionato nazionale di serie A 2022/2023, al cui termine ottiene la conferma nella serie, grazie al piazzamento al secondo posto nei play out.

## Squadra femminile
Nel 1987 fu fondata la prima squadra femminile a Roma che, dall'anno della sua fondazione, raggiunge per otto volte la finale del campionato nazionale contro le Red Panthers, squadra femminile del Benetton.
Tra le atlete che hanno vestito la maglia azzurra figurano Anna Basile, Silvia Lolli, Serena Oliva, Adriana e Flavia Sferragatta, Michela Tondinelli, Cristina Tonna (poi team manager della Nazionale femminile) e il capitano Carla Negri.

## Cronologia
| Cronistoria dell'Arvalia Villa Pamphili Rugby Roma |
| --- |
| - 1980 · Fondazione della Società Sportiva Ceccherelli Rugby - 1980-81 · - 1981-82 · - 1983-83 · - 1983 · Cambio denominazione in Associazione Sportiva Villa Pamphili Rugby - 1983-84 · - 1984-85 · - 1985-86 · - 1986-87 · - 1987-88 · - 1988-89 · - 1989-90 · - 1990-91 · - 1991-92 · - 1992-93 · - 1993-94 · - 1994-95· - 1995-96 · - 1996-97 · - 1997-98 · - 1998-99 · - 1999-2000 · - 2000-01 · - 2001-02 · - 2002-03 · - 2003-04 · - 2004-05 · - 2005-06 · - 2006-07 · - 2007 · Denominazione Arvalia Villa Pamphili Rugby Roma - 2007-08 · - 2008-09 · - 2009-10 · - 2010-11 · - 2011-12 · in Serie C girone Lazio 2 - 2012-13 · in Serie C girone Lazio 2 - 2013-14 · in Serie C1 girone Lazio 1 - 2014-15 · 2ª in Serie C1 girone G poule 1 - 2015-16 · 2ª in Serie C1 girone G poule 1 Ripescata in Serie B - 2016-17 · 6ª in Serie B girone 4 - 2017-18 · in Serie B girone 4 - 2018-19 · 2ª in Serie B girone 4 - 2019-20 · Sospeso per COVID - 2020-21 · Serie B - 2021-22 · Serie B - 2022-23 · Serie A girone 3 - 2023-24 · Serie A |

## Giocatori di rilievo
L'Arvalia Villa Pamphili ha prodotto, all'interno del proprio vivaio, numerosi giocatori che hanno vestito la maglia azzurra delle varie nazionali italiane; tra questi ricordiamo:
- Angelo Bencetti: selezionato quattro volte nell'Italia XV.
- Francesco D'Angelo: capitano per un decennio della S.S. Lazio.
- Daniele Di Bartolomeo: selezionato in Nazionale Under-19.
- Gabriele Venditti: prima convocazione con la Nazionale Under-17 nel 2013 in concomitanza con il tour estivo in Francia; dal 2015 al 2017 stabilmente in Nazionale Under-20, con la quale ha preso parte al Campionato mondiale di rugby giovanile e al Sei Nazioni di categoria.
- Mosese Tavutunawailala: figiano internazionale per l'Italia a 7, ha disputato le Sevens Grand Prix Series nel 2014 e nel 2015 collezionando 16 presenze.
- Jason Lee Alegiani: selezionato nell'Italia Under-17 nel 2014; nel 2016 ha disputato gli Europei di categoria con l'Italia a 7 Under-18.
- Yuma Santoro: selezionato nell'Accademia Nazionale “Ivan Francescato” per la stagione 2015-16; nello stesso biennio ha partecipato a numerosi raduni di pre-selezione Under-20 d è stato selezionato per il tour 2015 dell'Accademia in Sudafrica (ufficiosamente l'Italia Under-19). Nel 2015 è stato selezionato per i raduni della Nazionale a 7 e nel 2016 ha disputato il torneo non ufficiale di Colonia. Nel 2017 ha vinto la prima edizione del campionato europeo di beach rugby con la maglia dell'Italia.
- Giacomo Florio: selezionato nell'Accademia Nazionale “Ivan Francescato” per la stagione 2018-19.